# Sergio Scariolo
Sergio Scariolo (Brescia, 1º aprile 1961) è un allenatore di pallacanestro italiano, commissario tecnico della nazionale spagnola.

## Biografia
Nasce a Brescia, città nella quale si erano trasferiti i suoi genitori, entrambi di Siracusa e professori di matematica.
Suo figlio Alessandro è un cestista che gioca per le nazionali giovanili spagnole ed è nel roster dei Manhattan Jaspers della NCAA.

### Carriera da allenatore
Incomincia nel 1980 con il minibasket e poi sale fino a diventare vice-allenatore della prima squadra a Brescia e in seguito alla Victoria Libertas Pesaro. Passa poi a incarichi federali e nel 1985 vince il Mondiale militare.
Nel 1990 a Pesaro vince lo scudetto a soli 29 anni, oltre a raggiungere la finale di Coppa Korać. Nel 1991 scende in A2 a Desio, prima di tornare nella massima categoria con la Fortitudo Bologna nel 1993. L'anno successivo viene premiato come miglior allenatore, ma lascia Bologna nel 1996 dopo aver perso la finale dei play-off scudetto contro l'Olimpia Milano.
Nel 1997 sbarca in Spagna al Tau Vitoria, con cui conquista la Coppa del Re (1999) e una finale di campionato. Nel 1999 è ingaggiato dal Real Madrid, che conduce subito al successo nazionale, ricoprendo anche la carica di direttore generale. Nel 2000 è anche allenatore dell'anno. Ottiene altre due finali di campionato, ma non vincendole viene esonerato nel 2002. A novembre 2003 è messo sotto contratto dal Málaga, con cui vince la Coppa del Re 2005 e il campionato nel 2006. Nella Liga ha giocato 312 incontri, con 214 vittorie, record di presenze per un non spagnolo.
L'8 dicembre del 2008 firma un contratto triennale che lo lega ai russi del Khimki Mosca. Il 4 febbraio del 2009 viene ufficializzata la nomina ad allenatore della Nazionale spagnola per un contratto fino ai Giochi olimpici di Londra 2012, pur mantenendo la panchina del Khimki Mosca. Con la nazionale iberica vince subito gli Europei 2009, e due anni dopo bissa il successo in Lituania, agli Europei 2011. Il 20 dicembre 2010 rescinde consensualmente il contratto che lo lega ai russi del Khimki Mosca.
Dal 7 giugno 2011 è il nuovo head coach dell'Olimpia Milano, con un accordo sino al 2013. Il 28 novembre 2012 decide di abbandonare la guida delle Furie Rosse. Il 24 maggio 2013 lascia la guida dell'Olimpia Milano dopo l'eliminazione dai play-off scudetto da parte della Montepaschi Siena, senza lasciare scadere il termine naturale fissato per il 30 giugno 2013. Dopo l'esperienza con la squadra lombarda, allena per una stagione il Saski Baskonia.
Nel 2015 torna alla guida della nazionale spagnola, con la quale vince il suo terzo titolo europeo, dopo aver battuto il 20 settembre 2015 la Lituania per 80-63 nella finale disputata a Lille. 
A luglio 2018 si accorda per diventare il vice-allenatore dei Toronto Raptors, franchigia NBA con cui vince il titolo in occasione delle Finals del 2019, nelle quali Toronto si impone sui Golden State Warriors, battendoli 4-2 nella serie.
Il 15 settembre 2019 guida la nazionale spagnola alla vittoria del campionato del mondo, battendo in finale l'Argentina per 95-75.
Il 17 giugno 2021 lascia i Raptors e il giorno seguente diventa il nuovo allenatore della Virtus Bologna, vincendo, il 21 settembre, la Supercoppa Italiana.
L’11 maggio 2022 vince l'EuroCup con la Virtus Bologna dopo aver battuto il Bursaspor 80-67 nella finale disputata a Bologna.
Il 18 settembre 2022 vince il suo quarto titolo europeo con la nazionale spagnola, dopo aver battuto la Francia 88-76 nella finale disputata a Berlino.
Il 15 settembre 2023 viene esonerato dall'incarico di allenatore della Virtus Segafredo Bologna, venendo giudicato negativamente riguardo ad alcuni commenti sulle decisioni di mercato prese dalla società bianconera.

## Palmarès

### Allenatore

Sergio Scariolo nel 1990

#### Club

##### Competizioni nazionali
- Campionato italiano: 1

Victoria Libertas Pesaro: 1989-90
- Supercoppa italiana: 2

Virtus Bologna: 2021, 2022
- Copa del Rey: 2

Saski Baskonia: 1999
Málaga: 2005
- Campionato spagnolo: 2

Real Madrid: 1999-2000
Málaga: 2005-06

##### Competizioni internazionali
- Eurocup: 1

Virtus Bologna: 2021-22

#### Nazionale
- Olimpiadi:
 Londra 2012
 Rio de Janeiro 2016
- Mondiali: 
 Cina 2019
- Europei: 
 Polonia 2009, Lituania 2011, Francia 2015, Germania 2022
 Romania/Finlandia/Israele/Turchia 2017